# Massospondylus
Massospondylus var ett släkte i infraordningen Prosauropoder med en känd art, Massospondylus carinatus. Den blev omkring 4–6 meter lång med en uppskattad vikt av 70 kilogram, och är en av de mest kända prosauropoderna. 
Massospondylus har hittats i Afrika, i Sydafrika gjordes de första fynden redan 1854. Den levde för knappt 200 miljoner år sedan, under juraperioden. Den hade fem fingrar på varje hand.
Andra fynd gjordes i Lesotho och Zimbabwe. Släktets medlemmar var antagligen allätare.